# Ian Roberts (Rugbyspieler)

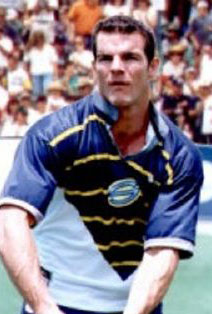
Ian Roberts (1997)

Ian Roberts (* 31. Juli 1965 in London) ist ein australischer Rugby-League-Spieler und Schauspieler.

## Sportlicher Werdegang
Zu Beginn seiner sportlichen Karriere spielte Roberts, ein South Junior, als Forward. Er überwand eine Reihe von Verletzungen und erreichte sein volles Potential in der Testarena. Obgleich er noch bis dahin nicht für ein Rugby-League-Team in New South Wales oder in Australien gespielt hatte, erhielt er 1990 einen Vertrag von den Manly-Warringah Sea Eagles in Australien.
Rabbitohs Statistik:
| Jahr      | Spiele | Versuche | Erhöhungen/Straftritte | Field Goals | Punkte |
| --------- | ------ | -------- | ---------------------- | ----------- | ------ |
| 1986–1989 | 65     | 5        | 0                      | 0           | 20     |

Nach seinem Wechsel zu Manly-Warringah Sea Eagles spielte Roberts bei diesem Team bis 1995.
Sea Eagles Statistik:
| Jahr      | Spiele | Versuche | Erhöhungen/Straftritte | Field Goals | Punkte |
| --------- | ------ | -------- | ---------------------- | ----------- | ------ |
| 1990–1995 | 100    | 5        | 0                      | 0           | 20     |

1995 unterzeichnete Roberts einen Vertrag bei dem Rugbyteam North Queensland Cowboys. Seine sportliche Karriere litt seit 1998 unter zunehmenden Verletzungen.
Cowboys Statistik:
| Jahr   | Spiele | Versuche | Erhöhungen | Field Goals | Punkte |
| ------ | ------ | -------- | ---------- | ----------- | ------ |
| 1997   | 17     | 2        | 0          | 0           | 8      |
| 1998   | 12     | 1        | 0          | 0           | 4      |
| Totals | 29     | 3        | 0          | 0           | 12     |

## Filmischer Werdegang
2006 erschien Roberts in dem Spielfilm Superman Returns als Riley.

### Filmografie (Auswahl)
- 2005:  Little Fish
- 2006: Superman Returns
- 2008:  Gigantic
- 2012–2013: La Verdad: Beginnings (Fernsehserie, 8 Episoden)
- 2012: Saltwater (Film)
- 2020: Fantasy Island
- 2024: Furiosa: A Mad Max Saga

### Sonstiges
Anfang 2005 erschien Ian Roberts in der zweiten Serie der australischen Ausgabe von Dancing with the Stars, wo er gemeinsam mit Natalie Lowe tanzte. 2005 wurde er zu den 25 wichtigsten australischen Rugbyteamspielern gewählt.

## Privatleben und Engagement
1995 hatte Roberts sein Coming-out und trat in verschiedenen Publikationen und Medien in Australien und Neuseeland auf. 1998 beendete Roberts aufgrund seiner Verletzungen seine sportliche Karriere und begann ein Studium am National Institute of Dramatic Art (NIDA) in Sydney. Roberts wurde für sein Engagement im Sport und LGBT-Bereich gelobt und erhielt den Australian Sports Medal für seinen Beitrag im internationalen Ansehen der australischen Rugby League. 1997 erschien das Buch Ian Roberts – Finding Out von Paul Freeman.